# 坂齋小一郎
坂齋 小一郎（坂斎-、さかさい こいちろう、1909年 - 1985年）は、日本の映画プロデューサー、撮影技師、労働運動家、実業家、児童文学者である。姓の「ばんざい」の読みは誤り。

## 人物・来歴
1909年（明治42年）に生まれる。
22歳を迎える1931年（昭和6年）に帝国キネマ演芸が新興キネマへと改組され、坂齋は同社の京都太秦撮影所（現在の東映京都撮影所）技術部に入社、撮影助手をつとめるが、翌1932年（昭和7年）4月、会社の人員整理の方針に反対した同志とともに同社を解雇される。坂齋の解雇を期に「新興キネマ争議団」を結成、争議が開始され、同年6月に沈静化した。
1933年（昭和8年）5月の京都市議選の前後に、日本共産党京都市委員会が再建され、坂齋が同委員長に就任する。同時期に京都大学で起きた瀧川事件に直面、瀧川幸辰解雇反対運動を同大の高木養根とともに学外から支援した。同年6月20日、坂齋は高木ら83名とともに一斉検挙された。
その後、1936年（昭和11年）に設立された同盟通信社に参加、1941年（昭和16年）には銀座の十字屋の文化映画部が製作したドキュメンタリー映画『映画は前進する』に、撮影技師としてクレジットされた。同年、社団法人日本映画社が設立され、その後同社に入社し、1943年（昭和18年）からは陸軍報道班とともに太平洋戦争を記録する映画の現場に、撮影技師として参加した。
第二次世界大戦後は、1947年（昭和22年）6月、国鉄労働組合等、40数労組が設立した「労働組合映画協議会」に参加、同協議会の事業部門として、1950年（昭和25年）10月1日に共同映画社を創立し、代表に就任する。以降多くの映画の製作・配給・上映を行い、1963年（昭和38年）8月12日、同社を株式会社として登記した。
67歳を迎える1976年（昭和51年）6月、自伝『映画に生きる』を上梓する。同年から、児童文学を執筆、発表する活動を始めている。
1985年（昭和60年）に死去した。満75-76歳没。
坂齋の没後、ハツが資金を提供し東京都墨田区の多聞寺に「映画人の墓碑」を建立した。

## おもなフィルモグラフィ

### 撮影
- 『映画は前進する』 : 監督・構成渡邊義美、共同撮影岡本昌雄、十字屋文化映画部、1941年[7]
- 『陸軍航空戦記 ビルマ篇』 : 監督柳川武夫、日本映画社、1943年
- 『轟沈 印度洋潜水艦作戦記録』 : 監督渡邊義美・北村道沖、共同撮影柾木与兵衛・高坂利光、日本映画社、1944年

### プロデューサー
- 『鳥島のあほうどり』 : 監督田中喜次・川田潤、共同映画、1958年[2]
- 『千羽鶴』 : 監督木村荘十二、共同映画、1958年
- 『未来につながる子ら』 : 監督木村荘十二、共同映画、1962年
- 『ふるさとと祖国のうた 鬼剣舞』 : 監督島崎嘉樹、全国共同映画協会・共同映画、1971年
- 『娘たちは風にむかって』 : 監督若杉光夫、民芸映画・共同映画全国系列会議 / ほるぷ映画、1972年
- 『兎の眼』 : 監督中山節夫、新星映画・共同映画全国系列会議 / 共同映画、1979年
- 『グリックの冒険』 : 監督西牧秀夫、共同映画全国系列会議・スタジオ古留美 / 共同映画全国系列会議、1981年

## ビブリオグラフィ
国立国会図書館所蔵作品リスト。
- 共著『現代文化講座』、日本労働組合総評議会教育文化部編、駿台社、1956年

共著者 : 安部公房、国分一太郎、芥川也寸志、針生一郎、原弘、岩崎昶、中村利一、日本幻灯文化社、下村正夫、人形座、川崎大治、稲庭桂子、渡辺勉、土門拳、石垣純二
- 『映画に生きる』、労働教育センター、1976年6月
  - 『映画に生きる』、伝記叢書（復刻）、大空社、1998年6月 ISBN 4756805132
- 共著『黄いろい大地』、藤井寿画、ポプラ社の創作文学、ポプラ社、1976年12月
- 共著『ぼくたちの三月十日』、小林与志画、創作シリーズ、童心社、1980年10月

## 関連事項
- 共同映画

## 註
1. 1 2 3 4  国立国会図書館蔵書検索・申込システム「NDL-OPAC」での「坂齋小一郎」の検索結果を参照。
2. 1 2 3 4 5 6 7 8  坂斎小一郎と共同映画社、東京国立近代美術館フィルムセンター、2009年10月5日閲覧。
3. ↑  坂斎小一郎、allcinema、2009年10月5日閲覧。
4. 1 2 3 4 5  第三章 フランソア喫茶室開業、京都大学京都大学大学院文学研究科・シニアキャンパス、2009年10月5日閲覧。
5. 1 2  会社案内、共同映画、2009年10月5日閲覧。
6. ↑  映画人の墓碑、共同映画、2009年10月5日閲覧。
7. ↑  映画を記録する、東京国立近代美術館フィルムセンター、2009年10月5日閲覧。